# Minenräumer

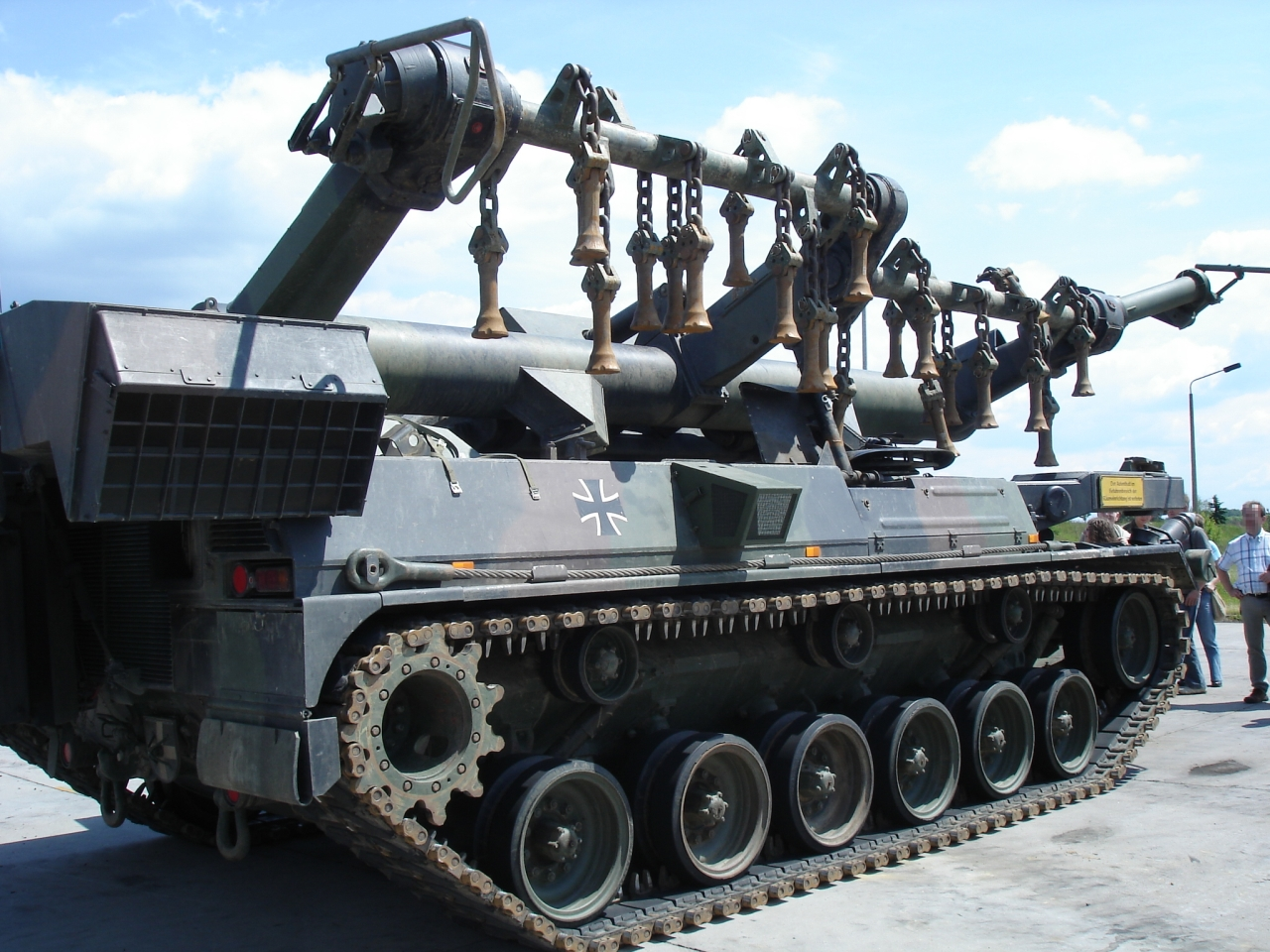
Minenräumpanzer Keiler

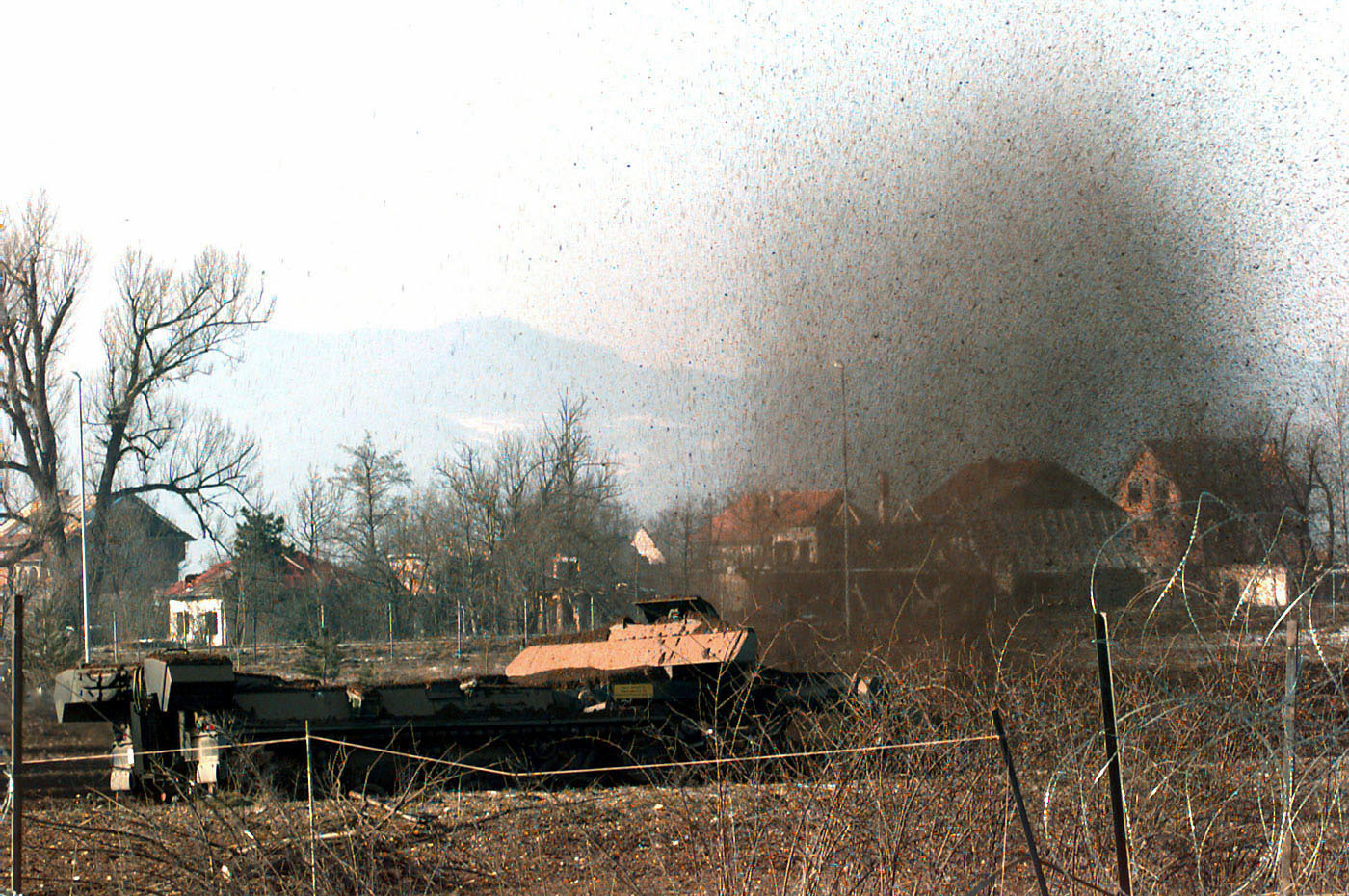
Minenräumpanzer Keiler der Bundeswehr im Einsatz in Butmir/Bosnien und Herzegowina (1997)

Als Minenräumer bezeichnet man allgemein einen Beruf, dessen Aufgabe darin besteht, aus militärischen Konflikten im Boden verbliebene Landminen zu entschärfen, um eine weitere Gefährdung von Menschen oder Tieren auszuschließen.
Häufig werden kleine Minensuchboote und Räumboote auch als „Minenräumboote“ oder „Minenräumer“ bezeichnet. Siehe auch Minenabwehrfahrzeug.
Neben der manuellen Entschärfung und der Suche zur See werden zu Lande auch gepanzerte Fahrzeuge eingesetzt, um Areale zu räumen. Die deutsche Bundeswehr nutzt dafür beispielsweise den Minenräumpanzer vom Typ Keiler.